# 干嘯洲
干嘯洲（1920年10月19日—1997年10月22日），字去非，生於中華民國浙江省溫州市玉环县桐林乡（今属中華人民共和國浙江省玉环市沙门镇），台灣知名武術家，為鄭曼青弟子，精通太極拳，擅長推手。

## 生平
干嘯洲早年就讀師範學校，抗日戰爭時投筆從戎，加入國民革命軍，任職特種部隊。抗戰結束後，隨部隊參與國共內戰。1954年2月，隨部隊撤退至台灣。
來台後，因長期參與戰爭，多次負傷，病痛纏身。1960年，從鍾大振老師學習太極拳，病痛逐漸康復，後經介紹，向鄭曼青學拳，半年後完全康復。1963年，正式拜入鄭曼青門下，在鄭曼青身邊，學拳十三載。1967年後，經鄭曼青同意，開始教授太極拳，聲譽鵲起。
1971年，任台北市國術會顧問及銓敘部太極拳教練。1979年出任中華民國太極拳協會常務理事及第十支會會長。
1980年至1982年間，受聘至新加坡與泰國教授太極拳。
1997年，因心肌梗塞去世。

## 外部連結
- 干嘯洲大師